# Problema de mesura
En mecànica quàntica, el problema de la mesura és el problema dels resultats definits: els sistemes quàntics tenen superposicions, però les mesures quàntiques només donen un resultat definit.
La funció d'ona en mecànica quàntica evoluciona determinísticament segons l'equació de Schrödinger com una superposició lineal de diferents estats. Tanmateix, les mesures reals sempre troben el sistema físic en un estat definit. Qualsevol evolució futura de la funció d'ona es basa en l'estat en què es va descobrir que es trobava el sistema quan es va fer la mesura, és a dir, que la mesura "va fer alguna cosa" al sistema que no és òbviament una conseqüència de l'evolució de Schrödinger. El problema de la mesura és descriure què és aquest "alguna cosa", com una superposició de molts valors possibles es converteix en un únic valor mesurat.
Per expressar les coses d'una altra manera (parafrasejant Steven Weinberg), l'equació de Schrödinger determina la funció d'ona en qualsevol moment posterior. Si els observadors i els seus aparells de mesura es descriuen mitjançant una funció d'ona determinista, per què no podem predir resultats precisos de les mesures, sinó només probabilitats? Com a pregunta general: com es pot establir una correspondència entre la realitat quàntica i la realitat clàssica?

## El gat de Schrödinger
Un experiment mental anomenat el gat de Schrödinger il·lustra el problema de la mesura. Es disposa un mecanisme per matar un gat si es produeix un esdeveniment quàntic, com ara la desintegració d'un àtom radioactiu. El mecanisme i el gat estan tancats en una cambra, de manera que el destí del gat és desconegut fins que s'obre la cambra. Abans de l'observació, segons la mecànica quàntica, l'àtom es troba en una superposició quàntica, una combinació lineal d'estats decaients i intactes. També segons la mecànica quàntica, el sistema compost àtom-mecanisme-cat es descriu per superposicions d'estats compostos. Per tant, el gat es descriuria com una superposició, una combinació lineal de dos estats: un "àtom intacte-gat viu" i un "àtom desintegrat-gat mort". Tanmateix, quan s'obre la cambra, el gat o bé és viu o bé és mort: no s'observa cap superposició. Després de la mesura, el gat està definitivament viu o mort.:154
L'escenari del gat il·lustra el problema de la mesura: com pot una superposició indefinida produir un únic resultat definit? També il·lustra altres qüestions en la mesura quàntica,:585incloent-hi: Quan es produeix una mesura? Va ser quan van observar el gat? Com es defineix un aparell de mesura? El mecanisme per detectar la desintegració radioactiva? El gat? La cambra? Quin és el paper de l'observador ?

## Interpretacions
Els punts de vista que sovint s'agrupen com la interpretació de Copenhaguen són els més antics i, en conjunt, probablement encara l'actitud més estesa sobre la mecànica quàntica. N. David Mermin va encunyar la frase "Calla i calcula!" per resumir els punts de vista de tipus Copenhaguen, una dita que sovint s'atribueix erròniament a Richard Feynman i que Mermin més tard va trobar insuficientment matisada.
Generalment, les opinions de la tradició de Copenhaguen postulen alguna cosa en l'acte d'observació que resulta en el col·lapse de la funció d'ona. Aquest concepte, tot i que sovint s'atribueix a Niels Bohr, es devia a Werner Heisenberg, els escrits posteriors del qual van emmascarar molts desacords que ell i Bohr van tenir durant la seva col·laboració i que mai van resoldre. En aquestes escoles de pensament, les funcions d'ona es poden considerar com a informació estadística sobre un sistema quàntic, i el col·lapse de la funció d'ona és l'actualització d'aquesta informació en resposta a noves dades. Exactament com entendre aquest procés continua sent un tema de controvèrsia.
Bohr va discutir els seus punts de vista en una carta de 1947 a Pauli. Bohr assenyala que els processos de mesura com les cambres de boira o les plaques fotogràfiques impliquen una enorme amplificació que requereix energies molt superiors als efectes quàntics que s'estudien i observa que aquests processos són irreversibles. Considerava que un relat coherent d'aquest tema era un problema sense resoldre.
La interpretació dels múltiples mons de Hugh Everett intenta resoldre el problema suggerint que només hi ha una funció d'ona, la superposició de tot l'univers, i que mai no col·lapsa, per tant, no hi ha cap problema de mesura. En canvi, l'acte de mesurar és simplement una interacció entre entitats quàntiques, per exemple, un observador, un instrument de mesura, un electró/positró, etc., que s'entrellacen per formar una sola entitat més gran, per exemple, un gat viu/un científic feliç. Everett també va intentar demostrar com la naturalesa probabilística de la mecànica quàntica apareixeria en les mesures, un treball ampliat posteriorment per Bryce DeWitt. Tanmateix, els defensors del programa everettià encara no han arribat a un consens sobre la manera correcta de justificar l'ús de la regla de Born per calcular probabilitats.
La teoria de De Broglie-Bohm intenta resoldre el problema de la mesura de manera molt diferent: la informació que descriu el sistema conté no només la funció d'ona, sinó també dades suplementàries (una trajectòria) que donen la posició de la partícula o partícules. La funció d'ona té com a objectiu generar el camp de velocitat de les partícules. Aquestes velocitats són tals que la distribució de probabilitat de la partícula roman coherent amb les prediccions de la mecànica quàntica ortodoxa. Segons la teoria de Broglie-Bohm, la interacció amb l'entorn durant un procediment de mesura separa els paquets d'ona a l'espai de configuració, que és d'on prové el col·lapse aparent de la funció d'ona, tot i que no hi ha cap col·lapse real.
Un quart enfocament el donen els models de col·lapse d'objectius. En aquests models, l'equació de Schrödinger es modifica i obté termes no lineals. Aquestes modificacions no lineals són de naturalesa estocàstica i condueixen a un comportament que, per a objectes quàntics microscòpics, com ara electrons o àtoms, és incommensurablement proper al que dóna l'equació de Schrödinger habitual. Per a objectes macroscòpics, però, la modificació no lineal esdevé important i indueix el col·lapse de la funció d'ona. Els models de col·lapse objectiu són teories efectives. Es creu que la modificació estocàstica prové d'algun camp extern no quàntic, però la naturalesa d'aquest camp és desconeguda. Un possible candidat és la interacció gravitatòria com en els models de Diósi i Penrose. La principal diferència dels models de col·lapse objectiu en comparació amb els altres enfocaments és que fan prediccions falsables que difereixen de la mecànica quàntica estàndard. Els experiments ja s'estan acostant al règim de paràmetres on es poden provar aquestes prediccions.
La teoria de Ghirardi-Rimini-Weber (GRW) proposa que el col·lapse de la funció d'ona ocorre espontàniament com a part de la dinàmica. Les partícules tenen una probabilitat diferent de zero de patir un "impacte", o col·lapse espontani de la funció d'ona, de l'ordre d'una vegada cada cent milions d'anys. Tot i que el col·lapse és extremadament rar, el gran nombre de partícules en un sistema de mesura significa que la probabilitat que es produeixi un col·lapse en algun lloc del sistema és alta. Com que tot el sistema de mesura està entrellaçat (per entrellaçament quàntic), el col·lapse d'una sola partícula inicia el col·lapse de tot l'aparell de mesura. Com que la teoria GRW fa prediccions diferents de la mecànica quàntica ortodoxa en algunes condicions, no és una interpretació de la mecànica quàntica en sentit estricte.

## Paper de la decoherència
Erich Joos i Heinz-Dieter Zeh afirmen que el fenomen de la descoherència quàntica, que es va consolidar a la dècada del 1980, resol el problema. La idea és que l'entorn provoca l'aspecte clàssic dels objectes macroscòpics. Zeh afirma a més que la decoherència permet identificar la frontera difusa entre el micromón quàntic i el món on la intuïció clàssica és aplicable. La descoherència quàntica esdevé una part important d'algunes actualitzacions modernes de la interpretació de Copenhaguen basades en històries consistents. La descoherència quàntica no descriu el col·lapse real de la funció d'ona, però explica la conversió de les probabilitats quàntiques (que presenten efectes d'interferència ) a les probabilitats clàssiques ordinàries. Vegeu, per exemple, Zurek, Zeh i Schlosshauer.
La situació actual s'està aclarint lentament, i es descriu en un article del 2006 de Schlosshauer de la següent manera:
En el passat s'han presentat diverses propostes no relacionades amb la decoherència per aclarir el significat de les probabilitats i arribar a la regla de Born... És just dir que no sembla que s'hagi arribat a cap conclusió decisiva quant a l'èxit d'aquestes derivacions...
Com és ben sabut, [molts articles de Bohr insisteixen en] el paper fonamental dels conceptes clàssics. L'evidència experimental de superposicions d'estats macroscòpicament diferents en escales de longitud cada cop més grans contradiu aquesta màxima. Les superposicions semblen ser estats nous i existents individualment, sovint sense cap contrapartida clàssica. Només les interaccions físiques entre sistemes determinen llavors una descomposició particular en estats clàssics des del punt de vista de cada sistema particular. Per tant, els conceptes clàssics s'han d'entendre com a emergents localment en un sentit d'estat relatiu i ja no haurien de reclamar un paper fonamental en la teoria física.